# Estelle Martin (sciatrice)
Estelle Martin (24 maggio 2005) è una sciatrice alpina canadese.

## Biografia
Sciatrice polivalente originaria di Montréal e attiva dal dicembre del 2021, in Nor-Am Cup Estelle Martin ha esordito il 28 marzo 2022 a Sugarloaf in slalom speciale, senza completare la prova, e ha conquistato il primo podio il 12 marzo 2025 nella medesima località in discesa libera (3ª); non ha debuttato in Coppa del Mondo né preso parte a rassegne olimpiche o iridate.

## Palmarès

### Nor-Am Cup
- Miglior piazzamento in classifica generale: 15ª nel 2025
- 1 podio:
  - 1 terzo posto